# 籬仔內站
籬仔內站位於高雄市前鎮區，介於崗山仔與籬仔內兩聚落之間，為高雄捷運環狀輕軌的捷運車站，車站編號為C1。

## 歷史
2015年3月29日，公布定名為「籬仔內站」，同年10月16日，隨著環狀輕軌第一階段「C1籬仔內–C4凱旋中華」完工試營運啟用。2021年1月12日，環狀輕軌第二階段「C1籬仔內–C37輕軌機廠–C32凱旋公園」」完工通車。
因應高雄輕軌成圓，於2024年1月1日至2月25日前進行全線通車試營運，以作為後續正式營運後參考。

## 車站概要
為環狀輕軌第一階段的起點站，站區位於凱旋三、四路與一心一路、瑞隆路口的南側。車站構造為側式月台兩座。

### 月台配置
| 地面               |                                  |
| 側式月台，右側開門 |                                  |
|                    | ← 環狀輕軌順行方向（凱旋瑞田站） |
|                    | 環狀輕軌逆行方向（輕軌機廠站）→  |
| 側式月台，右側開門 |                                  |
| 出入口             | 連通道                           |

## 利用狀況
| 年   | 全年   | 全年   | 全年     | 1日平均 | 1日平均 | 1日平均 | 1日平均 |
| 年   | 上車   | 下車   | 上下車計 | 來源    | 上車    | 上下車  | 排名    |
| ---- | ------ | ------ | -------- | ------- | ------- | ------- | ------- |
| 2019 | 無資料 | 無資料 | 無資料   | [ 8 ]   | -       | 105     | 11/14   |

## 圖片

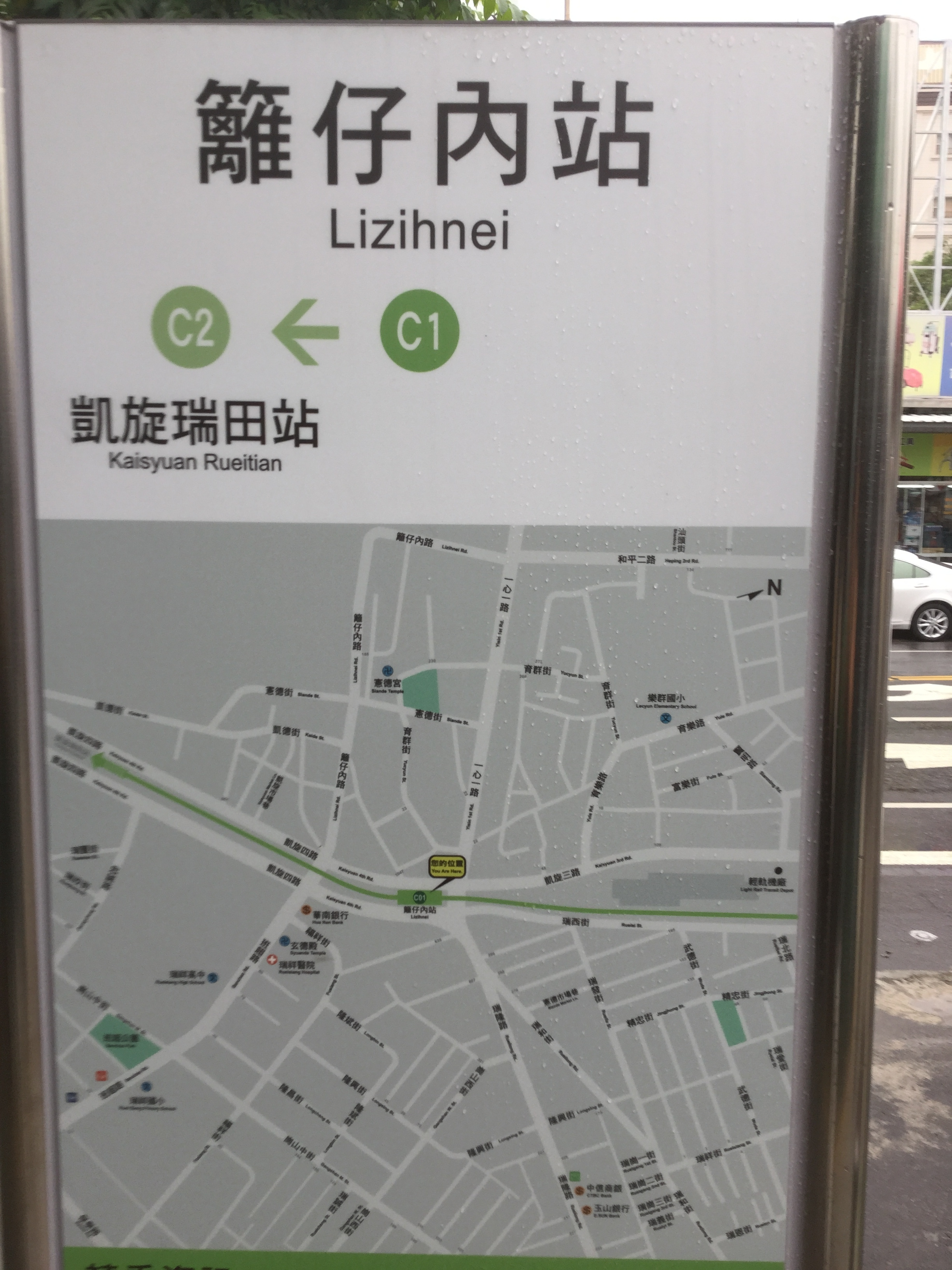
籬仔內站名牌
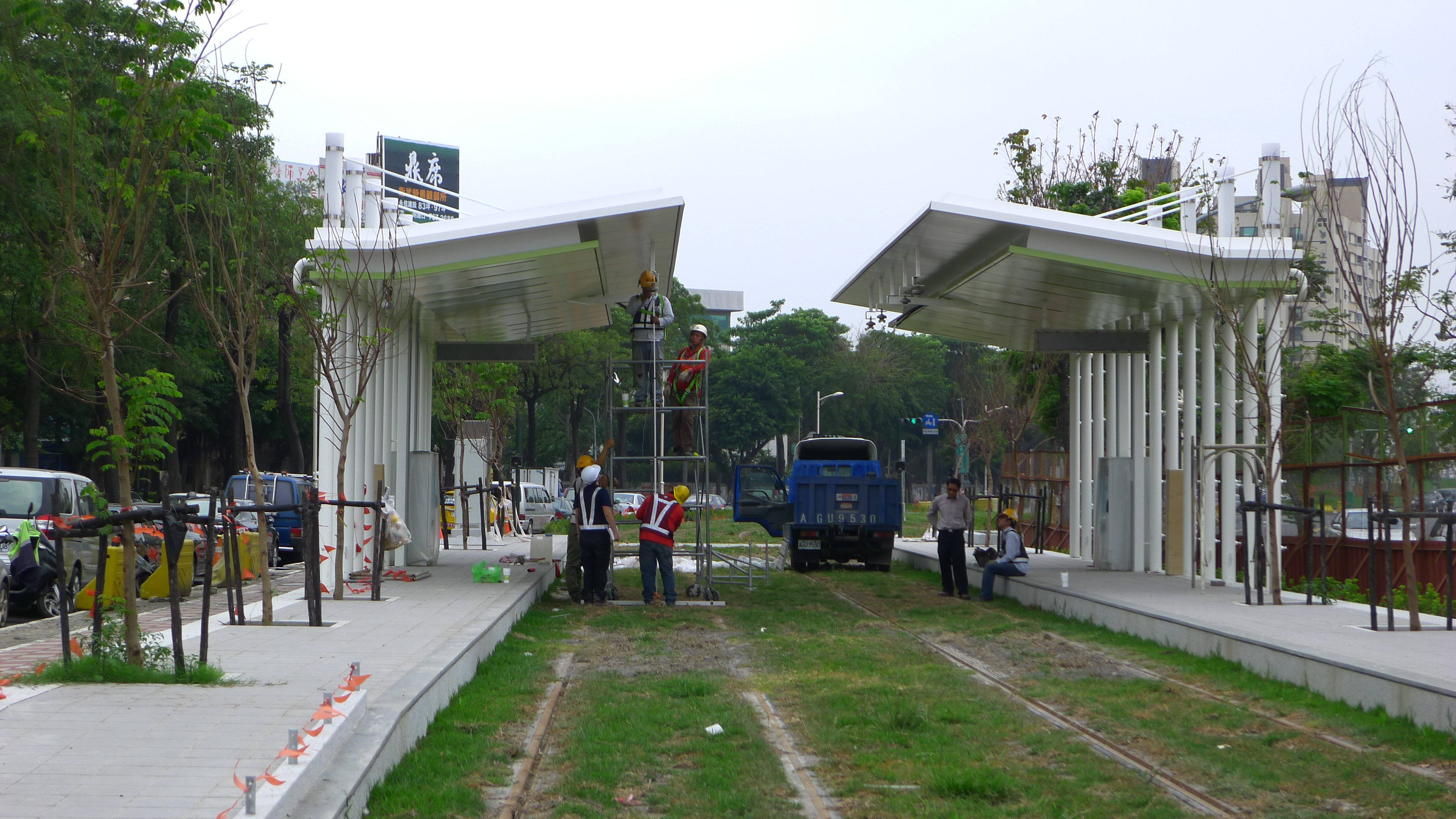
施工中的環狀輕軌C1 籬仔內站（2015年3月9日）
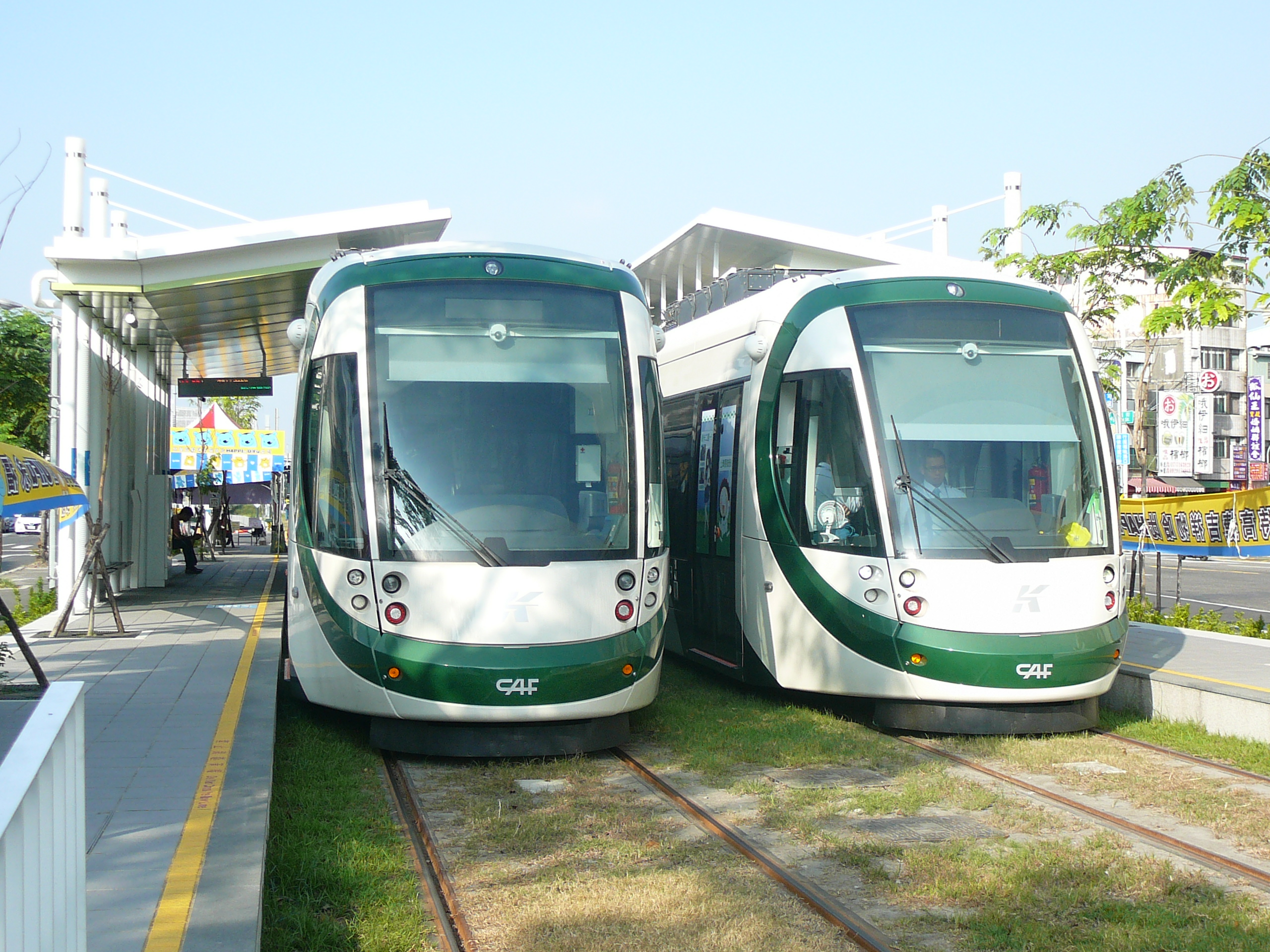
停放在籬仔內站的輕軌列車

## 腳註

## 外部連結
- 籬仔內站（高雄捷運公司） （页面存档备份，存于）